# Château de Guardias Viejas
Le château de Guardias Viejas est située dans la municipalité d'El Ejido, dans la province d'Almería en Andalousie (Espagne). Il s'agit d'une batterie côtière construite au XVIIIe siècle sur un rocher dominant la mer Méditerranée.

## Présentation
Détenue par la Junta de Andalucía, la municipalité de El Ejido y a effectué des travaux de réhabilitation. Le bâtiment, qui abrite une exposition permanente de vêtements et d'armes de l'époque napoléonienne, a été restauré en 1980. En 1985, le monument a été déclaré « bien d'intérêt culturel ». Le château est l'un des cinq forts qui sont actuellement dans la ville, à côté des Tours Maure, Carrée, de la Basse et de Balerma.
En 2000, le site a accueilli des événements musicaux tels que le Natural Music Festival (es) et le festival Creamfields Andalucía (es).

### Source
- (es) Cet article est partiellement ou en totalité issu de l’article de Wikipédia en espagnol intitulé « Castillo de Guardias Viejas » (voir la liste des auteurs).